# Weener
Weener település Németországban, azon belül Alsó-Szászország tartományban. Lakosainak száma 15 916 fő (2023. december 31.). Weener Bunde, Jemgum, Leer, Westoverledingen és Rhede (Ems) községekkel határos.

## Népesség
A település népességének változása:
| Lakosok száma | 15 510 | 15 541 | 15 578 | 15 842 | 15 927 | 15 997 | 15 916 |
|               | 2015   | 2016   | 2017   | 2019   | 2021   | 2022   | 2023   |